# Rahma Bourqia
Rahma Bourqia est une sociologue marocaine et anthropologue. Elle est la première femme à avoir été présidente d'université au Maroc. Elle fut par ailleurs membre de la commission consultative pour la réforme de la Moudawana entre 2001 et 2004.

## Distinctions
Rahma Bourqia est membre de l'Académie du royaume du Maroc.